# Rubus armipotens
Rubus armipotens är en rosväxtart som beskrevs av Benjamin Smith Barton och Alan Newton. Rubus armipotens ingår i släktet rubusar, och familjen rosväxter. Inga underarter finns listade i Catalogue of Life.